# Moshe Czerniak
Moshe Czerniak (in ebraico משה צ'רניאק‎?; Varsavia, 3 febbraio 1910 – Tel Aviv, 31 agosto 1984) è stato uno scacchista polacco naturalizzato israeliano.

## Biografia
Nel 1930 si classificò al 9º posto a Varsavia in un torneo vinto da Paulino Frydman. 

Nel 1934 emigrò in Israele, allora facente parte del Mandato britannico della Palestina.
Vinse il campionato palestinese nel 1936 e 1938. Nel 1939 vinse il campionato di Gerusalemme.
Partecipò per il suo paese d'adozione alle Olimpiadi di Buenos Aires 1939. In settembre di quell'anno, quando iniziò la seconda guerra mondiale, Czerniak, come molti altri giocatori, decise di rimanere in Argentina.
In ottobre fu 3º-4º con Gideon Ståhlberg a Buenos Aires (Circulo), dietro a Miguel Najdorf e Paul Keres. Nel 1944 e 1948 vinse i tornei di Buenos Aires. Nel 1950 tornò in Israele. 
Altri risultati di rilievo:
- 1951:  vince a Vienna il 4º Memorial Schlechter;
- 1951:  vince il torneo di Capodanno di Reggio Emilia;
- 1955:  vince il campionato israeliano;
- 1958:  2º dietro a Jan Donner a Beverwijk;
- 1958:  1º-3º a Netanya con Milan Matulović e Petar Trifunović;
- 1962:  1º-2º con Hiong Liong Tan ad Amsterdam (2º torneo IBM);
- 1963:  2º-3º con Jan Donner ad Amsterdam, dietro a Lajos Portisch;
- 1965:  vince il torneo di Natanya;
- 1968:  2º-3º a Netanya con Daniel Yanofsky, dietro a Bobby Fischer;
- 1974:  vince, a 64 anni, il campionato israeliano a squadre.

Ottenne il titolo di Maestro Internazionale nel 1952. 
Czerniak scrisse molti libri di scacchi in tre lingue (inglese, spagnolo ed ebraico). Nel 1956 fondò la prima rivista di scacchi israeliana, 64 Squares. Per oltre trent'anni curò la rubrica scacchistica del quotidiano israeliano Haaretz. Fu insegnante del Maestro internazionale a tavolino e Grande Maestro per la composizione scacchistica Yochanan Afek.